# Handels- und Industriekammer der Russischen Föderation
Die Handels- und Industriekammer der Russischen Föderation (russisch Торгово-промышленная палата Российской Федерации) ist als die Spitzenorganisation der Handels- und Industriekammern eine öffentlich-rechtliche Selbstverwaltungskörperschaft. Sie vereinigt Kammern, Unternehmen, deren Verbände und Vereinigungen, unterstützt die Entwicklung von Marktstrukturen, vertritt die Interessen ihrer Mitglieder.
Zu der Handels- und Industriekammer der Russischen Föderation gehören 160 regionale Handels- und Industriekammern. Außerdem sind etwa 100 Vereinigungen und Unternehmerverbände der russischen Wirtschaft Mitglieder der Handels- und Industriekammer.

## Repräsentanz in Deutschland
Die Repräsentanz der Handels- und Industriekammer der Russischen Föderation in Deutschland wurde als nicht kommerzielle Institution in Berlin gegründet, deren Zielsetzung die Zusammenarbeit von privaten und öffentlichen Unternehmen und Organisationen zwischen Russland und Deutschland zu fördern und ihre Aktivitäten im Bereich der Entwicklung marktwirtschaftlicher Strukturen in Handels- und Industrieentwicklung zu bündeln.

## Geschichte
1921 wurde die sowjetische Handels- und Industriekammer gegründet. Ziel war die Förderung des Binnen- und Außenhandels. 1972 erfolgte eine Neuorganisation. Danach war sie für die Abwicklung des Außenhandels der sowjetischen Großunternehmen zuständig. Im Rahmen der Perestroika-Politik wurde die Kammer 1991 dezentralisiert und weitgehend bedeutungslos. Mit dem Zerfall der Sowjetunion entstand im Oktober 1991 die Handels- und Industriekammer der Russischen Föderation als Dachorganisation der regionalen Kammern. 1993 wurde mit dem Gesetz „über die Handels- und Industriekammern“ die Rolle der Handels- und Industriekammer gesetzlich festgeschrieben.

## Tochtergesellschaften
- Sojusekspertisa